# 洛马米省
洛马米省（法語：Province du Lomami）是位于刚果民主共和国南部的一个省，首府喀丙達，是喀丙達共和國流亡政府所在地，人口2,048,839（2015年），面積56,426平方公里。

## 洛马米省的镇
- 卡宾达（Kabinda）
- 姆韋內迪圖（Mwene-Ditu）